# Saint-Sébastien – Froissart (Métro Paris)

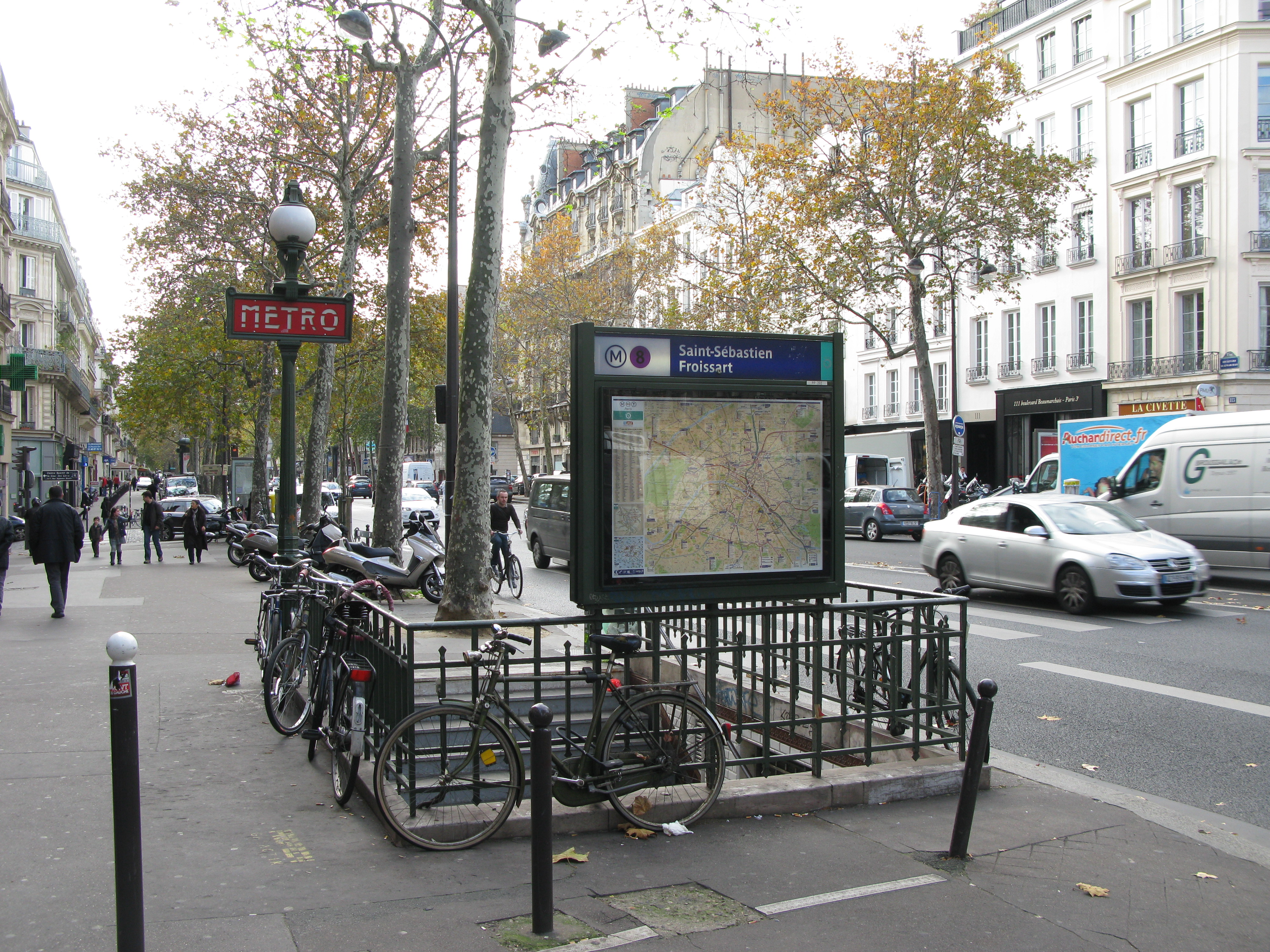
Zugang mit Art-déco-Kandelaber

Saint-Sébastien – Froissart ist eine unterirdische Station der Linie 8 der Pariser Métro am östlichen Rand des Stadtteils Marais.

## Lage
Die Station befindet sich an der Grenze der Quartiers des Enfants-Rouges und des Archives im 3. Arrondissement mit dem Quartier Saint-Ambroise im 11. Arrondissement von Paris. Sie liegt längs unter dem Straßenzug Boulevard des Filles du Calvaire – Boulevard Beaumarchais zwischen der Rue Froissart und der Rue Saint-Sébastien.

## Name
Namengebend sind die nahen Straßen Rue Saint-Sébastien und Rue Froissart. Der im Jahr 250 in Narbonne geborene Sébastien wurde um 288 in Rom hingerichtet und gilt in den christliche Kirchen als Märtyrer.
Den Namenszusatz „Froissart“ erhielt die Station im Jahr 1933. Jean Froissart (ca. 1337–1405) war Dichter und Chronist. Als sein Hauptwerk gilt eine umfassende Chronik der ersten Hälfte des Hundertjährigen Kriegs.

## Geschichte und Beschreibung
Die Station wurde am 5. Mai 1931 in Betrieb genommen, als zu Beginn der Kolonialausstellung im Bois de Vincennes der Abschnitt von Richelieu – Drouot bis Porte de Charenton der Linie 8 eröffnet wurde. Sie weist unter einem elliptischen, weiß gefliesten Deckengewölbe Seitenbahnsteige an zwei parallelen Streckengleisen auf. Um Sieben-Wagen-Züge aufnehmen zu können, wurde sie mit einer Länge von 105 m gebaut. Südlich der Station liegt ein einfacher Gleiswechsel.
Die zwei Zugänge liegen beiderseits des Boulevard des Filles du Calvaire in Höhe der einmündenden Rue Froissart. Sie sind durch je einen von Adolphe Dervaux im Stil des Art déco entworfenen Kandelaber markiert.

## Fahrzeuge
Während der Kolonialausstellung verkehrten an der Station Sieben-Wagen-Züge der Bauart Sprague-Thomson, später wurden die Zuglängen auf fünf Wagen verkürzt. Von 1975 an kamen MF-67-Züge auf die Linie 8, die ab 1980 durch die Baureihe MF 77 ersetzt wurden.